# Високе (Василівський район)
Висо́ке (до 1945 року — Гохштадт; нім. Hochstädt) — село в Україні, у Роздольській сільській громаді Василівського району Запорізької області. Населення становить 727 осіб. До 2020 року орган місцевого самоврядування - Високівська сільська рада.

## Географія
Село Високе розташоване за 84 км від обласного центру та 28 км від районного центру, поруч з автошляхом міжнародного значення М18E105. Найближчі сусідні села за 2,5 км — Суворе та Тракторне. Селом тече пересихаючий струмок вз загатою. Найближча залізнична станція Пришиб (за 7 км).

## Населення

### Мова
Розподіл населення за рідною мовою за даними перепису 2001 року:
| Мова       | Кількість | Відсоток |
| ---------- | --------- | -------- |
| українська | 573       | 78.82%   |
| російська  | 151       | 20.73%   |
| угорська   | 3         | 0.41%    |
| Усього     | 727       | 100%     |

## Історія
Село засноване у 1810 році німцями-менонітами.
12 червня 2020 року, відповідно до розпорядження Кабінету Міністрів України № 713-р «Про визначення адміністративних центрів та затвердження територій територіальних громад Запорізької області», село увійшло до складу Роздольської сільської громади.
19 липня 2020 року, в результаті адміністративно-територіальної реформи та ліквідації Михайлівського району село увійшло до складу Василівського району.

## Економіка
- «Імпульс», ФГ.
- «Високе», кооператив.

## Об'єкти соціальної сфери
- Школа.
- Дитячий садочок.
- Будинок культури.
- Амбулаторія.
- Спортивний комплекс.